# Samuel Heinicke

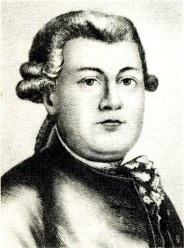
Samuel Heinicke

Samuel Heinicke (ur. 1727, zm. 1790) – niemiecki pedagog, pionier nauczania głuchych metodą głosową. W 1778 r. założył w Lipsku pierwszy na terenie Niemiec zakład dla głuchoniemych.